# Курголово (Кінгісеппський район)
Курголово (рос. Курголово) — селище у Кінгісеппському районі Ленінградської області Російської Федерації.
Населення становить 17 осіб. Належить до муніципального утворення Усть-Лужське сільське поселення.

## Історія
Згідно із законом від 28 жовтня 2004 року № 81-оз належить до муніципального утворення Усть-Лужське сільське поселення.

## Населення
| 1838 | 1848 | 1857 | 1862 | 1882 | 1899 | 1928 |
| ---- | ---- | ---- | ---- | ---- | ---- | ---- |
| 135  | ↗161 | ↗166 | ↗233 | ↘220 | ↗353 | ↗465 |
| 1958 | 1997 | 2007 | 2010 | 2017 |      |      |
| ↘247 | ↘25  | →25  | ↗44  | ↘17  |      |      |